# 앨버트 오스틴

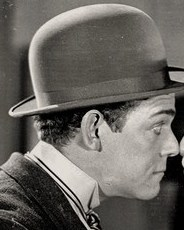

앨버트 오스틴(Albert Austin)은 영국에서 태어난 배우로 찰리 채플린 영화에 출연하였다. 카노 극단에서 순회 공연을 하기도 하였다. 1882년 영국 버밍엄에서 태어나 1953년 캘리포니아에서 사망했다.

## 출연 목록
- 매장 감독 - 직원
- 소방수 - 소방수
- 방랑자 - 트롬본 연주자
- 새벽 한 시 - 택시 기사
- 백작 - 키가 큰 손님
- 전당포 (1916년 영화) - 시계를 가지고 온 손님
- 막 뒤에서 - 무대 장치 담당자
- 링크 - 요리사/스케이트 타는 남자
- 이지 스트리트 - 목사/경찰
- 요양소 - 요양소 직원
- 이민 - 뱃멀미하는 남자/식사하는 남자
- 모험가 - 집사
- 개의 생활 - 도둑
- 삼중고 - 남자
- 공채 - 친구
- 어깨총 - 시계 보는 미군/독일군/미군 훈련병/카이저의 운전사
- 교수 - 여인숙에 묵는 남자
- 서니사이드 - 사기꾼 의사
- 거품 - 호러스 그린스미스 (이 작품은 찰리 채플린의 영화가 아님)
- 키드 - 여인숙에 묵는 남자/자동차 도둑
- 봉급날 - 일꾼
- 황금광시대 - 탐광자
- 서커스 - 광대
- 시티라이트 - 동료 청소부/강도